# Автомагістраль А54 (Франція)
Автомагістраль A54 є платною автострадою у Франції, якою керує ASF, і проходить близько 80 км завдовжки. Це частина європейського маршруту E80.

## Маршрут
Автомагістраль з'єднує Салон-де-Прованс з Німом і зливається з N113 між Сен-Мартен-де-Кро та Арлем.

## Історія
Її першу ділянку було відкрито на південь від Салон-де-Прованс у 1970 році, одночасно з ділянкою A7 між Сенасом і Роньяком.
У 1990 році була відкрита ділянка між Німом і Арлем. Він був з'єднаний із Сен-Мартен-де-Кро та Салон-де-Прованс у 1996 році.

## Майбутнє
Нова автомагістраль пропонується обійти Арль, забезпечуючи безперервність A54. Це буде модернізація існуючих N113 і N572 на південь від Арля до стандарту автотраси та відома як Contournement d'Arles або обхід Арля. Це 24 км є останньою неавтомагістральною ділянкою у важливому трансконтинентальному дорожньому сполученні між Італією та Іспанією, який наразі запланований на 2021 рік.